# Christian Schädlich

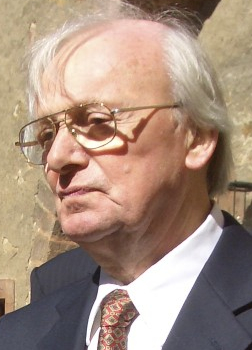
Christian Schädlich, 2008

Christian Schädlich (* 15. Juni 1922 in Reumtengrün, Vogtland; † 15. Januar 2021 in Weimar) war ein deutscher Architekturwissenschaftler.

## Leben
Christian Schädlich war der Sohn eines Pantographenstickers. Er besuchte die dörfliche Volksschule, anschließend die Handelsschule und die Städtische Oberschule in Auerbach/Vogtland. 1941 legte er die Abiturprüfung ab. Danach wurde er zum Arbeitsdienst und im selben Jahr noch zur Wehrmacht einberufen. Im Sommer 1945 nahm er als Umschüler eine Maurerlehre in Plauen auf. Der Gesellenprüfung folgte ab Oktober 1947 bis Mai 1952 das Architekturstudium an der Hochschule für Baukunst und bildende Künste in Weimar. Er promovierte 1957. Die Berufung als Dozent erfolgte im Jahre 1965. Nach erfolgreicher Habilitation hatte er von 1967 bis zur Emeritierung 1987 die Professur für Theorie und Geschichte der Architektur inne.

## Werk
Christian Schädlich forschte und publizierte zur Architekturtheorie, zu Architekturströmungen und zur Entwicklung der Baukonstruktionen im 19./20. Jahrhundert (Historismus, klassische Moderne, Bauhaus, russisch-sowjetische Avantgarde, Stahl- und Stahlbetonbau) sowie zu den Weimarer künstlerischen Lehranstalten.
Unmittelbar im Anschluss an das Studium konnte er als Projektverantwortlicher seine Diplomarbeit Entwurf und Projektierung des Neubaus der Kreisverwaltung in Bad Salzungen praktisch verwirklichen. Dann wandte er sich – seiner historischen Neigung folgend – als Assistent im Bereich Baugeschichte an der Weimarer Hochschule für Architektur und Bauwesen der wissenschaftlichen und pädagogischen Tätigkeit zu.
Den ersten wissenschaftlichen Schwerpunkt setzte er sich mit der Bearbeitung der Geschichte der Architekturtheorie.
Seine 1957 verteidigte Dissertation behandelt die Grundzüge der klassischen Architekturtheorie, ausgehend von Schriften des deutschen Architekturtheoretikers L. C. Sturm (1669–1719).
Die Beschäftigung mit der Architekturgeschichte des 19. Jahrhunderts bestimmte eine weitere wichtige Arbeitsrichtung, die bedeutende Beiträge zur Geschichte des Eisenbaus und zum Thema Historismus, zu Gottfried Semper, Karl Friedrich Schinkel u. a. erbrachte.
Ende der 1960er Jahre war er einer der Ersten, die sich in der DDR wissenschaftlich mit der Geschichte und dem Erbe des Bauhauses beschäftigten.
Christian Schädlichs 1967 verfasste Habilitationsschrift Das Eisen in der Architektur des 19. Jahrhunderts avancierte in der Fachwelt schnell zum Klassiker. Lange Zeit nur in Handabzügen im Umlauf, liegt dieses Grundsatzwerk zum Verhältnis von Architektur und Konstruktion seit 2015 erstmals in gedruckter Form vor.

## Auszeichnungen
- 1983: Humboldt-Medaille